# Hans Barnekow
Hans Barnekow, född  2 augusti 1944 i Stockholm, död 3 juli 2016 i Falsterbo, var en svensk filmare, känd för sina dokumentärfilmer med inriktning på svensk och finländsk historia.
Barnekow var utbildad civilekonom från Lunds universitet, och har bland annat arbetat som chef på spelföretaget Alga.
På svenska och finska tv-kanaler har visats serien Storföretagens historia (2005), Mannerheim (2007), Det gemensamma riket (2009) och I Stalins skugga (2013).
Han bedrev sin filmverksamhet inom produktionsbolaget Måkläppen i Falsterbo, som är döpt efter ett sandrevel vid orten.